# Gonospira deshayesi
Gonospira deshayesi é uma espécie de gastrópode  da família Streptaxidae.
É endémica da ilha de Reunião.